# 领事报关制
领事报关制是清朝的一種受外國干預的海關報關制度。當外國商船來到清朝海關時，需事先將報關單、載貨清單和船舶國際證書遞交給該國在清朝的領事館，領事館與清朝官員一同查驗進口貨物。外國商船繳納關稅後，向該國領事館出具海關給予的商品完稅單，領事館核對完稅單無誤後將船舶國際證書還給外國商船，之後外國商船便能離開海關前往清朝土地販賣商品。
领事报关制始於《南京條約》，適用於英國商船。後《黃埔條約》和《望廈條約》均引入針對本國商船的领事报关制。《黃埔條約》還規定，若清朝查貨走私的外國商船貨物，也應通報領事館。而在鴉片戰爭以前，外國商船貨物只能賣給行商，外國商品關稅也由行商代繳。